# 블랙홀 우주론
블랙홀 우주론(슈바르츠실트 우주론 또는 블랙홀 우주론 모형 이라고도 함)은 관측 가능한 우주가 블랙홀 내부라고 하는 우주론 모형이다. 이러한 모형은 원래 이론 물리학자 라지 파트리아와 수학자 굿이 동시에 제안했다.
이런 모형에서는 관측 가능한 우주의 허블 반지름이 슈바르츠실트 반지름과 같아야 한다. 관측 결과 이것은 거의 사실로 알려져 있다. 그러나, 이러한 일치가 우연에 불과하다고 생각하는 우주론자도 있다.
원래 파트리아와 굿이 제안하고 최근에 니코뎀 포플라우스키가 연구한 버전에서 관측 가능한 우주는 더 큰 상위 우주 또는 다중 우주 내부에 가능한 많은 것 중 하나로 존재하는 블랙홀의 내부이다.
일반 상대성 이론에 따르면, 충분히 높은 밀도를 가진 질량분포의 중력 붕괴는 슈바르츠실트 블랙홀을 형성한다. 그러나 아인슈타인–카르탕–사이아마–키블 중력 이론에서는, 이런 질량 분포가 규칙적인 아인슈타인–로젠 다리 또는 웜홀을 형성한다. 즉, 슈바르츠실트 블랙홀과 슈바르츠실트 웜홀은 각각 일반 상대성 이론과 아인슈타인-카르탕 이론의 다른 수학적 해들이다. 그러나, 이 두 이론의 해들이 동일한 질량을 가졌다면 외부에서 관찰자가 구분할 수 없다. 아인슈타인-카르탕 이론은 아핀 접속의 대칭 조건을 빼고 그 반대칭 부분인 비틀림 텐서까지를 고려하여 일반 상대성 이론을 확장한다. 이 비틀림이란 미분기하학적 개념은 물질의 양자역학적 고유 각운동량(스핀)을 자연스럽게 설명한다. 비틀림과 디랙 스피너 사이의 최소 결합은 아주 높은 밀도를 가진 페르미온 물질에서 중요한 스핀-스핀 반발 상호 작용을 생성한다. 이러한 상호 작용은 중력 특이점의 형성을 방지한다. 대신 붕괴하는 물질은 거대하지만 유한한 밀도에 도달하고 반발하여 새로운 우주로 성장하는 아인슈타인-로젠 다리의 반대편을 형성한다. 따라서 빅뱅은 우주가 유한한 최소 규모 인자를 갖는 비특이 빅 바운스였다. 또는 빅뱅은 우리 모우주의 은하 중심에 있는 초대질량 블랙홀의 결과인 초대질량 화이트홀이었다.

## 같이 보기
- 가장 거대한 블랙홀 목록